# GNU Unifont

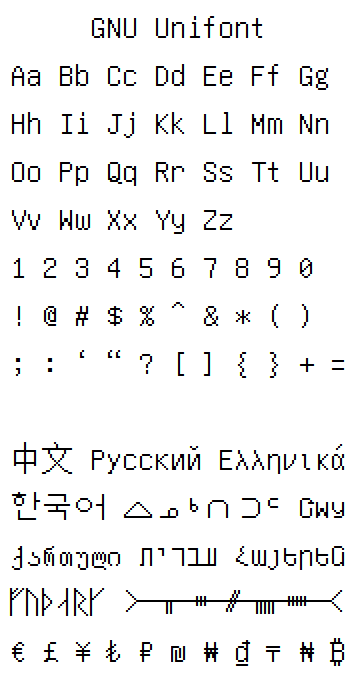
Ukázka některých písmen

GNU Unifont je rastrové písmo s dvojitou šířkou, které je k dispozici pod svobodnou licencí GNU GPL a které pokrývá celou rovinu BMP ze standardu Unicode. 
GNU Unifont je standardní součástí řady linuxových distribucí a je také zahrnut v projektech XFree86 a X.Org. Také jej zahrnují některé firmwary, například RockBox. První vydání fontu je z roku 1998 a od října 2013 je písmo součástí projektu GNU.
Přibližně dvacet tisíc čínských, japonských a korejských znaků převzal GNU Unifont z projektu WenQuanYi.